# Illa de Noss
L'illa de Noss (en nòrdic antic: Nos) és una petita illa en les Shetland (Escòcia, Regne Unit). Està separada de l'illa de Bressay per l'estret de Noss (Noss Sound). L'illa ha estat una reserva natural nacional des de 1955 i és una granja d'ovelles. Està unida a Bressay a través d'un servei de ferri estacional, gestionat pels guardians de la fauna usant una llanxa tipus Zodiac.
L'illa ocupa una superfície de 343 hectàrees i la seva altitud màxima sobre el nivell del mar és de 181 metres.
Noss tenia 20 persones l'any 1851 però no té habitants permanents des de l'any 1939. Entre les poques famílies que vivien a Noss hi havia la família Booth, encapçalada per Joseph Booth (1765-1847). Els documents genealògics indiquen que era granger. Els arxius mostren que residia a Noss ja l'any 1834.
El principal centre d'assentament a Noss estava al voltant de la baixa costa occidental de l'illa a Gungstie (en nòrdic antic: un lloc on amarar). Gungstie va ser construït en els anys 1670 i actualment és usat pels guardians de la flora estacionalment. Un altre assentament estava a Setter, a la part sud-est de l'illa, habitat fins als anys 1870 i actualment abandonat.
Entre les atraccions de Noss hi ha un centre de visitants, el Pony Pund construït per criar ponies de les Shetland, la roca Holm of Noss i el penya-segat Noup. Els penya-segats d'arenisca de Noss han estat afectats pel clima fent d'ells una sèrie de vores horitzontals, la qual cosa fa d'ells terreny ideal pels nius d'aus com  mascarells, fraret, somorgollaires, corb marí emplomallat, Gavines de tres dits, gavots, fulmares i paràsits grans.
Freqüentment es veuen llúdries al voltant de l'illa.

## Galeria

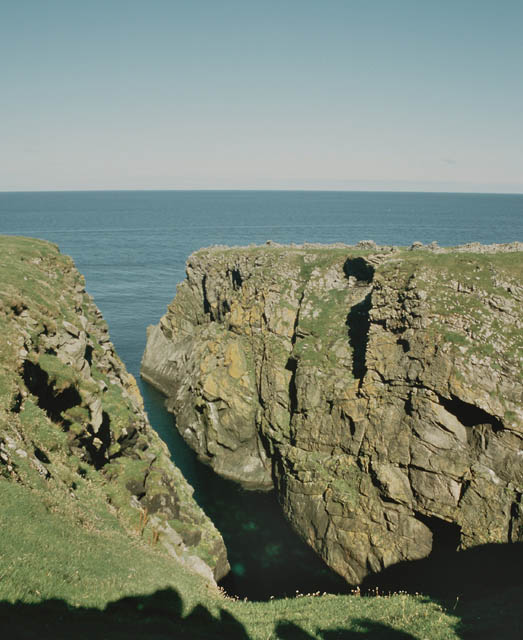
Pundsgeo
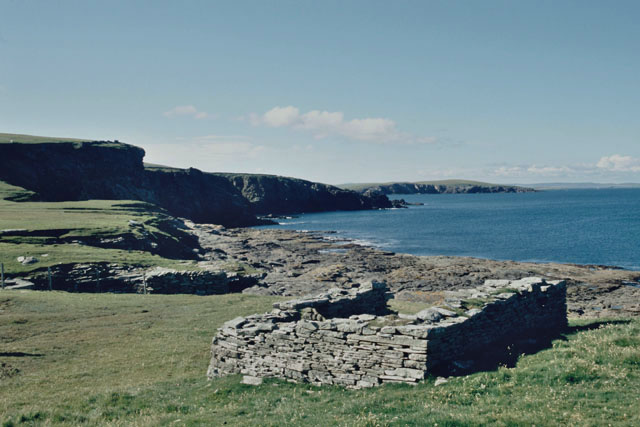
Edifici en la part septentrional de Noss
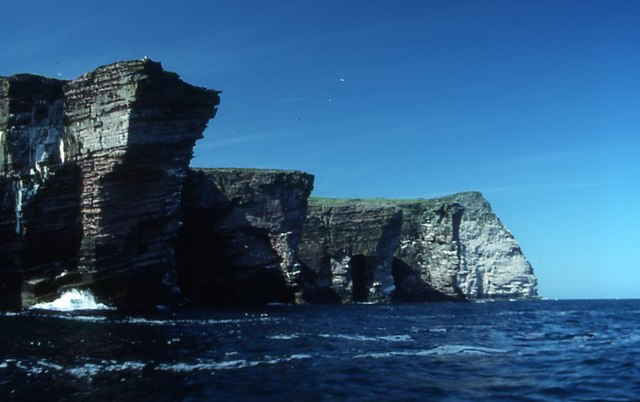
Holm of Noss